# Жакыпов, Биржан Жакыпович
Биржан Жакыпович Жакыпов (род. 7 июля 1984 года, Жартытобе, Сузакский район, Чимкентская область, Казахская ССР) — казахстанский боксёр-любитель, чемпион мира 2013 года. Мастер спорта международного класса Республики Казахстан.

## Карьера
В ноябре 2005 года Жакыпов выиграл бронзовую медаль на чемпионате мира в китайском Мяньяне.
На летних Олимпийских играх 2008 года в Пекине Жакыпов сначала победил чемпиона Европейского Союза 2007 года венгра Пала Бедака (7-6), а затем чемпиона Европы армянина Оганеса Даниеляна (13-7). Но в четвертьфинале уступил чемпиону мира китайцу Цзоу Шимину (4-9), который в итоге стал олимпийским чемпионом.
На летних Олимпийских играх 2012 года в Лондоне сначала победил чемпиона Средиземноморских игр француза Жереми Бекку (18-17), а затем филиппинца Марка Барригу (17-16). В четвертьфинале Жакыпов вновь проиграл китайцу Цзоу Шимину (10-13), который повторно стал олимпийским чемпионом.
В ноябре 2012 года стал в Астане чемпионом Казахстана, обыграв в финале молодого Темиртаса Жусупова, и был признан самым техничным боксёром турнира.
На 17-м чемпионате мира по боксу, проходившем с 14 по 26 октября 2013 года в Алматы, в полуфинале Биржан победил вице-чемпиона Панамериканских Игр кубинского боксёра Йосвани Вейтию с общим счётом 30:27 и 3:0 по раундам. В финале в трёх раундах он одержал победу над алжирским боксёром Мохаммедом Флисси и удостоился чемпионского звания и первой золотой медали чемпионата мира в своей спортивной карьере.
Летние Олимпийские игры 2016 года в Рио-де-Жанейро стали третьими и последними в карьере Жакыпова. Он дошёл до стадии четвертьфинала соревнований, где уступил со счётом 0:3 чемпиону Азии-2015 узбекскому боксёру Хасанбою Дусматову. После Олимпиады 32-летний Биржан объявил о завершении карьеры.
Тренер — Айтжанов Мырзагали Куланович — главный тренер национальной сборной Казахстана по боксу, мастер спорта международного класса, заслуженный тренер Республики Казахстан, чемпион СССР, чемпион Европы среди молодёжи.
В январе 2017 года Жакыпов был назначен заместителем директора городской боксёрской школы города Шымкента.
Указом Президента Республики Казахстан награждён орденом «Құрмет» (2014)